# Mozgás (fizika)
A mozgás a fizikában egy test helyének megváltozása az idő és egy viszonyítási pont viszonylatában. A mozgást általában olyan mennyiségekkel adjuk meg, mint az elmozdulás, irány, sebesség, gyorsulás, és idő.
Ha a test helyzete az idő viszonylatában egy adott vonatkoztatási rendszeren belül nem változik, arra azt mondjuk, hogy a test mozdulatlan vagy nyugalomban van. Newton első törvénye értelmében egy test mozgása nem változhat meg, amíg külső erőhatás nem éri; ez a tulajdonság tehetetlenség néven ismeretes.
Az Einstein-féle relativitáselmélet kimondja, hogy az univerzumban nincsen abszolút viszonyítási pont, tehát abszolút mozgás nem létezik; minden test csak a saját vagy egy külső pont vonatkoztatási rendszeréhez képest lehet mozgásban.